# Sylwia Boroń
Sylwia Boroń (ur. 6 września 1987 w Bieruniu) – polska aktorka teatralna i filmowa.

## Życiorys
Ukończyła Liceum Ogólnokształcące im. Powstańców Śląskich w Bieruniu. Następnie odbyła studia aktorskie w Państwowej Wyższej Szkole Teatralnej im. Ludwika Solskiego w Krakowie, filii zamiejscowej we Wrocławiu.  
Od 2011 do 2017 roku występowała w Teatrze Polskim we Wrocławiu. Związana była także w Teatrem Polskim w Podziemiu, Teatrem Proxima w Krakowie, Teatrem Współczesnym w Warszawie i Teatrem im. A. Fredry w Gnieźnie. 
Pierwszym wygranym castingiem w karierze Sylwii Boroń została rola Anety w „Oszukanych”.

## Filmografia
- 2010: Prosto w serce – dziennikarka (odc. 39)
- 2011: Głęboka woda – Iwona (odc. 6)
- 2011: 80 milionów – kasjerka
- 2012: Przyjaciółki – recepcjonistka (odc. 4)
- 2012: Ostra randka – Małgosia
- 2013: Prawo Agaty – Anna Wróbel (odc. 43)
- 2013: Oszukane – Aneta Szarucka
- 2013: Głęboka woda 2 – Basia (odc. 8)
- 2013: Lekarze – Luiza Chełek (odc. 17)
- 2013–2015: Barwy szczęścia – Joanna Skopińska
- 2014: Matka – Monika
- 2016: Komisja morderstw – żona Jakuba Rotha (odc. 9)
- 2016–2017: Na Wspólnej – Miśka Jarecka
- 2017: Ojciec Mateusz – Julia Wrońska (odc. 233)
- 2017: Na sygnale – Agnieszka (odc. 161)
- 2017: Syn Królowej Śniegu
- 2018: Drogi wolności – Eleonora (odc. 12)
- 2020: Ludzie i bogowie – Jadwiga Kuryluk (odc. 1, 10)
- 2020: Trochę w ciąży – Gośka
- 2022: Zachowaj spokój – Marianna Nowak
- 2022: The Office PL – Iza, dziewczyna Filipa (odc. 24)
- 2022: Herkules – Natalia Lipko (odc. 4)
- 2022: Noc w przedszkolu – Sandra Kadr-Zakrzewska
- 2022–2023: Mój agent – Iza Jędrych

## Spektakle teatralne
Teatr Polski we Wrocławiu
- 2010: Kazimierz i Karolina Ö. von Horvátha jako Ela (reż. J. Klata)
- 2011: Poczekalnia.0 K. Lupy jako Sylvia
- 2011: Blanche i Marie P. O. Enquista jako Rozyna (reż. C. Iber)
- 2013: Dzieci z Bullerbyn według A. Lindgren jako Anna (reż. A. Ilczuk)
- 2013: Kronos W. Gombrowicz (reż. Krzysztof Garbaczewski)
- 2014: Dziady A. Mickiewicz (reż. Michał Zadara) jako Zosia, Anioł, Dama
- 2016: Oni Witkacy (reż. Oskar Sadowski) jako Fisia

Teatr Mały w Tychach
- 2005: W dawnej Polszcze jako Postać (reż. S. Żukowski)

Śląski Teatr Tańca w Bytomiu
- 2005: Myśli nocy – zwierciadła odbicie jako Niedoceniana Zakompleksiona Nauczycielka Szukająca Akceptacji i Zrozumienia (reż. L. Stanek)

## Nagrody i odznaczenia
- Trzyniec (Babie Lato Filmowe) Nagroda Publiczności
- Nagroda dla najlepszej aktorki 48 Hour Film Project Warsaw 2012 za występ w krótkometrażowym filmie science fiction Linienie (21–23 września 2012)[6].